# Equipo de Reservas del Sport Boys Association
El Equipo de Reservas del Sport Boys Association es el más alto de los equipos juveniles del Sport Boys Association. Juega desde el año 2025 en la Liga 3, la tercera categoría del fútbol nacional. Es el segundo equipo del club después de la escuadra principal.

## Historia
El Torneo de Promoción y Reserva de 2010, año en que fue reactivado este campeonato, contó con la participación de los equipos de Reservas de los 16 clubes del Campeonato Descentralizado 2010. En ese torneo Sport Boys llegó a ocupar el primer lugar durante las primeras fechas, luego volvió a tomar el liderato entre las fechas 8 y 10, el cual perdería en la fecha siguiente. Finalmente terminó el campeonato en el séptimo lugar. Formaron parte de ese equipo Alexander Callens, Diego Pizarro, Paulo Albarracín, Werner Schuler, entre otros futbolistas, quienes fueron promovidos al primer equipo durante el transcurso de la temporada.
En el Torneo de Promoción y Reserva de 2011 Sport Boys terminó el campeonato en el puesto 14. En la edición siguiente acabó en el puesto 15 y, tras el descenso del equipo principal en el Campeonato Descentralizado 2012, pasó a quedar inactivo.
Volvió a participar en el Torneo de Promoción y Reserva de 2018, tras el retorno a Primera División del equipo principal, donde terminó en el tercer lugar. En la edición de 2019 acabó en el séptimo puesto mientras que el torneo de 2020 fue cancelado por la Pandemia de COVID-19 al igual que la edición siguiente.
En el Torneo de Promoción y Reservas 2022 terminó en el cuarto lugar de su grupo por lo que no clasificó a la fase final. En el Torneo de Reservas 2023 finalizó la fase regular en el puesto 11 con lo que clasificó a la siguiente etapa. Allí no pudo clasificar a las semifinales del torneo al terminar en quinto lugar de la Liguilla B.
En la primera fase del Torneo de Reservas 2024 terminó en cuarto lugar de la Zona Norte y clasificó a la siguiente etapa. En octavos de final eliminó en definición por penales a Sporting Cristal lo que le permitió pasar a cuartos de final del torneo y obtener uno de los cupos a la primera edición de la Liga 3 en 2025. Fue eliminado del torneo de Reservas en cuartos de final por Melgar que lo venció en ambos partidos.
En la Liga3 2025 participó en el grupo 2 de la Fase Regional donde estuvo en la zona de clasificación a la siguiente etapa durante la mayor parte del torneo, incluso siendo puntero tras la fecha 12. Sin embargo, luego de una racha sin ganar, la derrota en la última fecha por 3-0 ante Alianza Lima II lo dejó en quinto lugar sin obtener uno de los cuatro cupos a la Fase Final.

## Estadio
El Equipo de Reservas de Sport Boys juega de local en el estadio Campolo Alcalde que se encuentra ubicado la cuadra 3 de la avenida Haya de la Torre en el distrito de La Perla, Provincia Constitucional del Callao.
El estadio fue inaugurado para la práctica de fútbol en octubre de 2014 durante las celebraciones por el aniversario 50 del distrito.

## Entrenadores
- Willy Laya (2010 - 2011)
- Eusebio Salazar (2011)
- César Espino (2012)
- Luis Hernández (2018 - 2020)
- Germán Pinillos (2022)
- Guillermo Vásquez (2023 - Act.)